# 篠田淳三
篠田 淳三（しのだ じゅんぞう、1889年2月21日 - 1975年6月9日）は、日本の経営者、薬学博士。第一製薬社長を務めた。

## 経歴
愛知県海部郡蟹江町出身。第八高等学校を経て、1914年に東京帝国大学医学部薬学科を卒業し、1922年にはイギリスのマンチェスター大学に留学。
東京薬学専門学校、徳島高等工業学校で教授を務め、1934年に第一製薬に入社し、1935年に取締役に就任し、1938年に常務を経て、1947年には社長に就任。1963年に会長を経て、1966年には相談役に就任した。
1960年5月に藍綬褒章を受章し、1964年に勲三等瑞宝章を受章。
1975年6月9日、心不全のために死去。86歳没。